# Cratere Florey

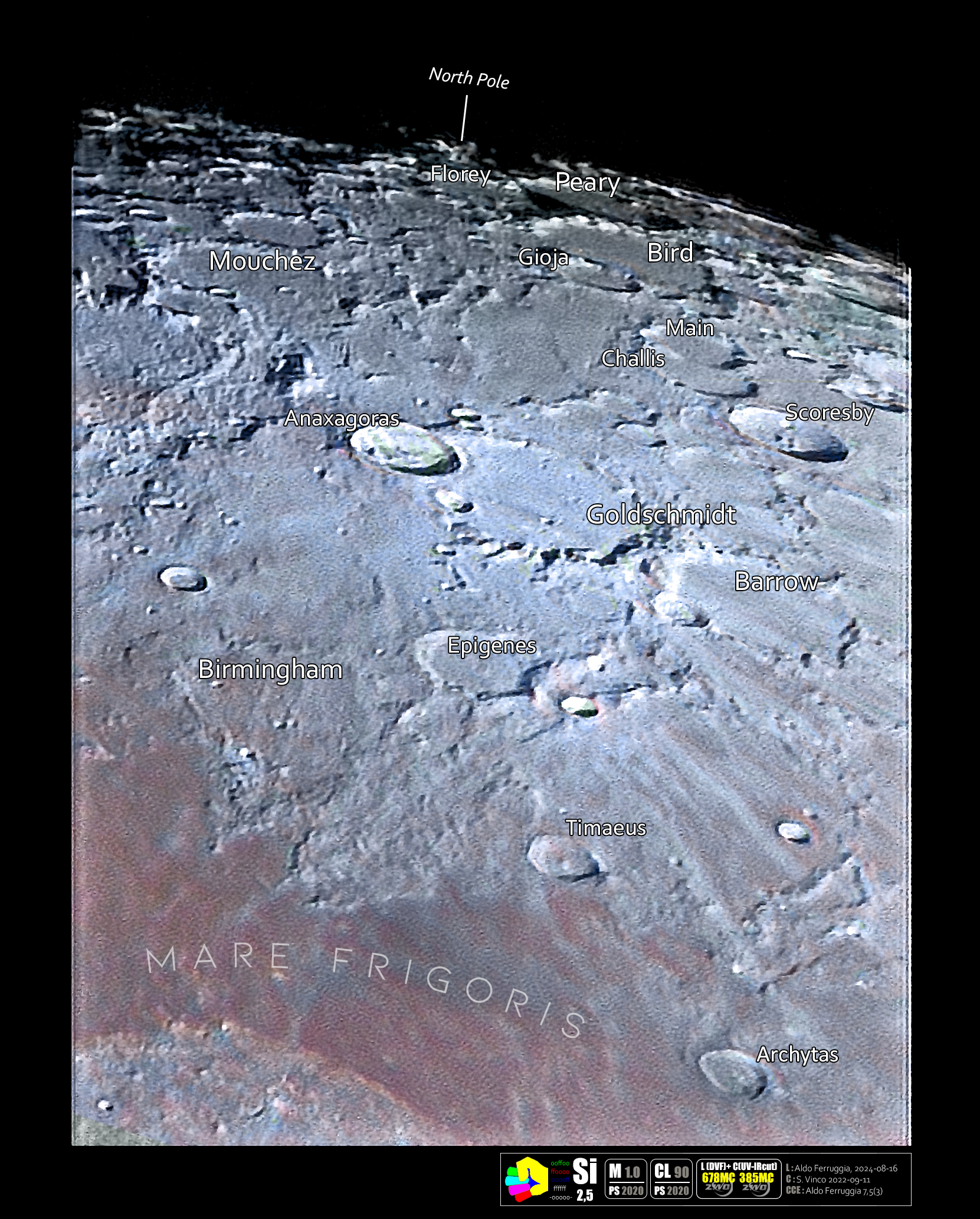
Immagine dell'area (nei pressi del polo Nord) del cratere in formato Si. Vedi anche:

Florey è un cratere lunare di 69,06 km situato nella parte nord-occidentale della faccia visibile della Luna.